# James Clavell
Pour les articles homonymes, voir Clavell.
James Clavell, né le 10 octobre 1921 à Sydney et mort le 7 septembre 1994 à Vevey, est un écrivain, scénariste, réalisateur et producteur  britannique d'origine australienne. Il est le plus connu pour ses romans Un caïd (1962, partie de sa Saga asiatique), Shogun (1975), et comme co-scénariste du film La Grande Évasion (1963).

## Biographie
James Clavell fait ses études à Portsmouth. Jeune officier d'artillerie, il est fait prisonnier par les Japonais lors de la chute de Singapour. Il passe alors la fin de la Seconde Guerre mondiale dans l'infâme Camp de Changi. C'est à partir de cette expérience à Changi qu'il a écrit son roman à succès Un caïd (1962, King Rat). Son intérêt pour l'Asie, ses peuples et ses cultures s'expriment également dans Taï-Pan, une aventure se déroulant à Hong Kong et relatant l'ascension d'un marchand rusé, Dirk Struan, à la tête de sa compagnie La Noble Maison. Il écrit ensuite le classique Shogun, une histoire en plein Japon lorsque les Européens cherchaient à prendre pied sur l'île du Soleil Levant, relatant l'ascension du navigateur anglais John Blackthorne (en) au sein du clan du daïmio Toranaga. Noble House (en), quatrième roman de sa saga asiatique publié en 1981, poursuit l'aventure des Struans, lorsque le vent du changement souffle sur l'Asie dans les années soixante. Whirlwind (en), se déroulant en Iran pendant la révolution, continue la saga. Son dernier roman, Gai-Jin se déroule au Japon en 1862, lorsque le "Taï Pan" de la Noble Maison cherche à profiter du déclin du Shogunat.
James Clavell a vécu plusieurs années à Vancouver et Los Angeles et pris la nationalité américaine, avant de s'installer en Suisse, où il mourut en 1994.

## Filmographie

### comme scénariste
- 1958 : La Mouche noire (The Fly)
- 1959 : Watusi
- 1959 : Five Gates to Hell (it)
- 1960 : Walk Like a Dragon
- 1963 : La Grande Évasion (The Great Escape)
- 1964 : Mission 633 (633 Squadron)
- 1965 : Un caïd (King Rat)
- 1965 : Station 3 ultra secret (The Satan Bug)
- 1967 : Les Anges aux poings serrés (To Sir, with Love) avec Sidney Poitier
- 1967 : The Sweet and the Bitter (en)
- 1971 : La Vallée perdue (The Last Valley)
- 1974 : To Sir, with Love (TV)

### comme producteur
- 1959 : Five Gates to Hell (it)
- 1960 : Walk Like a Dragon
- 1963 : La Grande Évasion (The Great Escape)
- 1967 : Les Anges aux poings serrés (To Sir, with Love)
- 1967 : The Sweet and the Bitter (en)
- 1969 : Where's Jack? avec Tommy Steele et Stanley Baker
- 1971 : La Vallée perdue (The Last Valley) avec Michael Caine et Omar Sharif
- 1980 : Shogun (TV)
- 1982 : The Children's Story (TV)
- 1988 : Noble House (en) (feuilleton TV)

### comme réalisateur
- 1959 : Five Gates to Hell (it)
- 1960 : Walk Like a Dragon
- 1967 : Les Anges aux poings serrés (To Sir, with Love)
- 1967 : The Sweet and the Bitter (en)
- 1969 : Where's Jack?
- 1971 : La Vallée perdue (The Last Valley)
- 1982 : The Children's Story (TV)

## Documentation
- New publication with private photos of the shooting & documents of 2nd unit cameraman Walter Riml
- Photos of the filming The Great Escape, Steve McQueen on the set